# Verve (revue)
Pour les articles homonymes, voir Verve.
Verve est une revue artistique et littéraire fondée à Paris en 1937 par le critique d'art Tériade.

## Histoire de la revue
Tériade a publié 26 numéros (simples et doubles) entre 1937 et 1960, imprimés principalement chez Draeger et comprenant des lithographies travaillées par Fernand Mourlot. Sous-titrée « revue artistique et littéraire paraissant quatre fois par an », Verve va connaître une suspension d'activité partielle durant la Seconde Guerre mondiale en publiant des numéros spéciaux de 40 pages portant sur des manuscrits médiévaux, principe que Tériade poursuivit par la suite.
La première livraison propose sur 114 pages une innovation, des photographies pleines pages imprimées en héliogravure, placées au même niveau que les reproductions d’œuvres de peintres, à savoir ici Brassaï. La couverture originale est signée Henri Matisse, qui en fit d’ailleurs d'autres.
Née et se développant durant une période économiquement difficile, Verve reçut un accueil critique sensible et fut qualifiée de « plus belle revue du monde ». Elle comprenait, dès le début, une édition en anglais et invitait, outre des artistes contemporains importants tels que Paul Klee, Pablo Picasso ou Pierre Bonnard, des écrivains anglo-saxons, James Joyce ou Ernest Hemingway, mais aussi des collectionneurs comme Daniel-Henry Kahnweiler, autant d'éléments qui assurèrent sa renommée aux États-Unis.
Certains tirages d'après-guerre se montent à 6 500 exemplaires.

## Sommaires

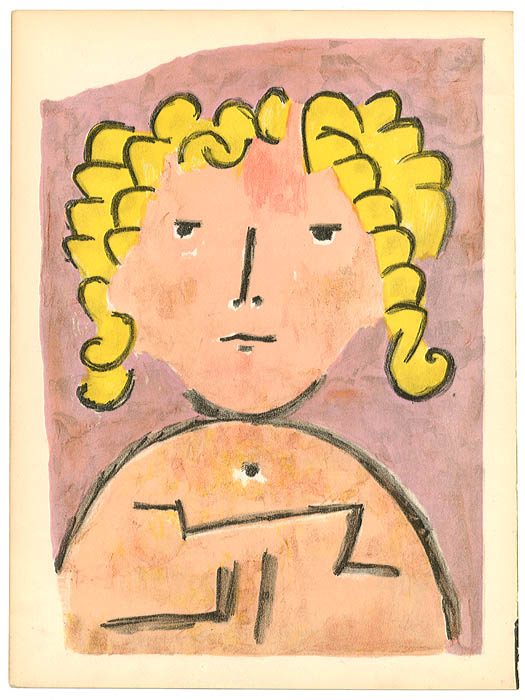
Tête d'enfant (Kopf eines Kindes), lithographie de Paul Klee, gravée en 1938 chez Mourlot Frères pour le no 3 de Verve.

- Verve no 1 - 3e trimestre 1937 : couverture d'Henri Matisse, textes de André Gide, Georges Bataille, Henri Michaux, André Malraux, lithographies de Fernand Léger, Joan Miró, Francisco Bores.
- Verve no 2 - 4e trimestre 1937 : couverture de Georges Braque, textes de Gide, Braque, Paul Valéry, André Suarès, Pierre Reverdy, James Joyce, Ernest Hemingway, Henri Michaux, André Malraux.
- Verve no 3 « L'Orient » - 2e trimestre 1938 : couverture de Pierre Bonnard, textes de Pierre Reverdy, Paul Valéry, Michaux, Malraux, Bataille, lithographies de Marc Chagall, Miró, Abraham Rattner, Paul Klee.
- Verve no 4 - 3e trimestre 1938 : couverture de Georges Rouault, textes de Pierre Reverdy, Paul Valéry, Michaux, Bataille, Roger Caillois, lithographies de Matisse (« La Danse »).
- Verve no 5-6 « La figure humaine » - 4e trimestre 1939 : couverture de Maillol, textes de Paul Valéry, Gide, Jean Paulhan, Alfred Jarry, René Daumal, lithographies de Braque, Léger, Matisse.
- Verve no 7 « Les Très Riches Heures du duc de Berry » - noël 1939 : texte de Henri Malo.
- Verve no 8 « La nature de la France » - 1er trimestre 1940 : couverture de Matisse, textes de Valéry, Paul Claudel, Rouault, Jean Giraudoux, Reverdy, Adrienne Monnier, Malraux, lithographies de Bonnard.
- Verve no 9 « Les Fouquet de la Bibliothèque nationale » - [1940] : reproductions en couleurs des peintures de Jean Fouquet des « Antiquités judaïques », textes de Valéry et du conservateur Émile-Aurèle Van Moé (1895-1944).
- Verve no 10 « Les Très Riches Heures du duc de Berry : images de la vie de Jésus », - 1943 : texte de Henri Malo.
- Verve no 11 « Les Fouquet de Chantilly : images de la vie de Jésus », - 1943 : texte de Henri Malo.
- Verve no 12 « Les Fouquet de Chantilly : la Vierge et les saints » - 1944 : texte de Henri Malo.
- Verve no 13 « De la couleur » - 1945 : couverture de Matisse, textes de Matisse, André Rouveyre et Adrienne Monnier.
- Verve no 14-15 « Les heures d'Anne de Bretagne » - 1945 : textes d’Émile Mâle et Edmond Pognon.
- Verve no 16 « Traité de la forme et devis d'un tournoi » - 1945 : texte d'Edmond Pognon.
- Verve no 17-18 « Couleur de Bonnard » - 1947 : couverture de Bonnard, textes de Charles Terrasse.
- Verve no 19-20 « Couleur de Picasso » - 1948 : couverture de Picasso, textes de Jaume Sabartés.
- Verve no 21-22 « Vence 1944-1948 » - 1948 : couverture de Matisse, livraison entièrement consacrée au papiers découpés de l'artiste.
- Verve no 23 « Cœur d'amour épris » - 1949 : couverture de Matisse.
- Verve no 24 « Les Contes de Boccace » - 1950 : couverture de Marc Chagall, textes de Jacques Prévert, Frantz Calot.
- Verve no 25-26 « Picasso à Vallauris 1949-1951 » - 1951 : couverture de Picasso, textes de Daniel-Henry Kahnweiler, Odysseus Elytis, Georges Ramié.
- Verve no 27-28 - 1952 : couverture de Braque, textes d'Albert Camus, Gaston Bachelard, Jean-Paul Sartre, Jean Grenier, et Louis Guilloux, lithographies de Miró, Chagall, Matisse, Henri Laurens, André Masson, Alberto Giacometti, Fernand Léger.
- Verve no 29-30 - 1954 : couverture de Picasso, textes de Michel Leiris, Rebecca West.
- Verve no 31-32 - 1954/1955 : couverture et ornements de Braque, textes de Will Grohmann, Rebecca West et Antoine Tudal.
- Verve no 33-34 « Bible, Marc Chagall » - 1956 : 14 lithographies de Chagall, texte de Meyer Schapiro.
- Verve no 35-36 « Dernières œuvres de Matisse » - 1958 : couverture de Matisse, textes de Pierre Reverdy et Georges Duthuit.
- Verve no 37-38 « Marc Chagall, dessins pour la Bible » - 1960 : couverture de Chagall, texte de Gaston Bachelard.